# ダイナマイトヘッディー
『ダイナマイトヘッディー』（Dynamite Headdy）は、1994年8月5日に日本のセガから発売されたメガドライブおよびゲームギア用横スクロールアクションゲーム。

## 概要
頭を飛ばすことのできる人形・ヘッディーを操作して、ダークデーモン皇帝一味を倒して人形達を救出する事を目的とした作品。『ガンスターヒーローズ』（1993年）に続くトレジャー開発による作品であり、主人公の攻撃方法や特殊なキャラクターや世界観設定などを特徴としている。
攻撃方法は自らの頭を武器として投げる事。投げた頭はブーメランのようにヘッディーの動きを追尾しながら戻ってくる。頭を投げる方向は、攻撃するときに押している方向によって決められる。ジャンプ中の攻撃も可能。
メガドライブ版の開発はトレジャーが行い、プロデューサーはメガドライブ用ソフト『マクドナルド トレジャーランド アドベンチャー』（1993年）を手掛けた木村幸一、ディレクターはゲームギア用ソフト『ジュラシックパーク』（1993年）を手掛けた麻生宏、プログラムはコナミのゲームボーイ用ソフト『ドラキュラ伝説』（1989年）を手掛けた前川正人および半沢紀雄、音楽はコナミのファミリーコンピュータ用ソフト『ツインビー3 ポコポコ大魔王』（1989年）を手掛けた鈴木勝彦、アートディンクのパソコン用ソフト『機甲師団』 （1990年）を手掛けた山田耕治、メガドライブ用ソフト『幽☆遊☆白書 魔強統一戦』（1994年）を手掛けた畑亜貴が担当している。
ゲームギア版の開発は港技研が行い、プロデューサーはゲームギア用ソフト『ソニック&テイルス2』（1994年）を手掛けた鋒山元茂、音楽はフェイスのPCエンジン用ソフト『はにいいんざすかい』（1989年）を手掛けた松平あこが担当している。
1995年にブラジルのみでセガ・マスターシステムに移植された。メガドライブ版は2007年にWii用ソフトとしてバーチャルコンソールにて配信された他、2012年にWindows用ソフトとしてSteamにて、2018年にはAndroidおよびiOS用ソフトとして配信された。2019年9月19日にはセガゲームスが自ら手掛けリリースする復刻系ゲーム機・メガドライブ ミニにプリインストール（本体にあらかじめインストール）される42作品の一つとして収録された。その他、PlayStation 2用ソフト『セガエイジス2500シリーズ Vol.25 ガンスターヒーローズ 〜トレジャーボックス〜』（2006年）に収録された。

## ストーリー
世界中の人形たちが集まって平和に暮らしていた。ある日突然、キング・ダークデーモン皇帝が現れた。この世界でいちばんエライ人形と自称する彼は気に入った人形を次々と手下にした上、残りの人形をクズ人形として処分し始めた。クズ人形とみなされた者の一人であるヘッディーは、世界の平和を乱すダークデーモン皇帝に処罰を与えるために立ち上がった。

## 登場人物
ヘッディー
主人公。勇気と正義の心を持った、頭を飛ばすことのできるボロ人形。キング・ダークデーモンによって捨てられそうになったところを自力で脱出した。17種類のパワーアップヘッドを切り替えて武器にすることが可能。
行動力と決断力があるが、失敗する事もしばしば。我慢ができず、やってみないと気が済まないようで、言い出したら後に引かない。喜怒哀楽が激しい。
好きなものはジェリービーンズ、嫌いなものは納豆。
マルヤマ
クズ人形扱いから逃れるため、自ら（自称）キング・ダークデーモンの直属の部下としてヘッディーを追い掛け回す小賢しい熊のぬいぐるみ。猫などに間違われやすい。
何にでも合体できる能力を持ち、ヘッディーにやられるたびに新たな体を用意して襲いかかる。
好きなものは自分、嫌いなものは頭のとれてる人形。
キング・ダークデーモン皇帝
今作の黒幕でラストボス。突如現れ、気に入った人形を操って配下にし、それ以外のボロ人形は容赦無く処分する。6種類の攻撃を仕掛けてくる。
フィンギィ
キーマスターのキーを集めている人形。体と腕とが離れている。元は洗脳されてステージ4のキーマスターになっていたが、洗脳が溶け、城へ行くためのマスターキーを集めていた。
モックん
本名：もっているのはおいしいアイテムだからとれば得するっすーダリアV世
ヘッディーの友人の一人。アタックするとパワーアップヘッドを手に入れることができる。
フックん
本名：フックのつもりでつかまればピョーンと上へのぼれるよーんダルクIII世
ヘッディーの友人の一人。フックとして使用し、上や横への移動の手がかりにできる。
ヤックん
本名：矢印をもって敵の弱点を教えてあげるからどこを狙えばいいかわかるんだックスIV世
ヘッディーの友人の一人。ボス戦時に相手の弱点を示してくれる。
モックん、フックん、ヤックんの名前のモチーフはシブがき隊である。
OTOKO 1
大きな耳と赤いビキニパンツが特徴の謎の存在で、人形なのか人間なのかも不明。顔のデザインはヤックんと同一。
時々特定の場所に現れる。攻撃するとシークレット・ボーナスポイントが手に入る。
マリオ&ネットー
ステージ3の楽屋裏に登場する2人組の人形。浮遊しているピエロがマリオで、操り人形のような姿をしている紳士がネットー。マリオを先に倒してもネットーは動き続ける。
ゲーム雑誌ゲーム・オン!のボスキャラ考案企画で採用されたキャラクター。
レベッカ
大きな女の子の人形。ステージ4のキーマスターがいなくなったのをいい事に指揮官の座にのし上がり、猛威を振るっている。腕による押しつぶし攻撃のほか、口の中に仕込んだ銃口から音符を出して攻撃することもある。
タロウ
太陽の形をしている。周りにはアイテムなどを回している。モデルは岡本太郎の太陽の塔から。
バウンティ・バウンディ
ステージ2のキーマスターで、上から落下してきてマルヤマを押し潰す。かなりの巨大なネズミのような姿をしていて、足が車輪となっている。
マルヤマの実際の雇い主。
ジャクリーン・ドレッシー
ステージ3のキーマスターで、デッサン人形のような姿をしている。春夏秋冬用の衣装を纏って戦闘中に着替えながら攻撃してくる。着ている衣装が変わると仕掛けてくる攻撃も変わる。衣装を剥がすと弱点が丸見えになる。
地下のボスだが、地味な場所を嫌っているため楽屋裏でさぼっている。
モーターハンド
巨体なロボットで、とても長い腕を持つステージ5のキーマスター。2ラインバトルステージで闘うことになる。
ミツル
ステージ6のキーマスター。赤ちゃんの人形で、ダメージを与えるごとに年齢が老化していく。老化していくごとに攻撃パターンが変わる。
最終的に高齢の姿になり、ヘブンズキャッチャーという攻撃を仕掛けてくるが…。
やよい／いざよい
ステージ7で皇帝の城を護衛する和服の女性の人形。ヘッディーに優しくここから出て行くよう呼びかけるが第三者を装った敵であり、城のからくりが暴かれると本当の姿であるいざよいに変化して本格的に攻撃してくるようになる。腕による攻撃を得意とし、口から爆弾を吐く。
キーマスター達のトップ。
リバー・フェイス
ステージ8で登場する緑と赤の顔を持つ鬼のような大型ロボット。右側へ迫りつつ、左耳からサインカーブを描きつつ飛んでくる「HYOTTOKO GUY」（ひょっとこ）、右耳から垂直に飛んでくる「OKAME GAL」（おかめ）を飛ばしてくる。顔が緑の時しかダメージを与えられない。また、顔が赤色の時は移動速度が速くなる。
スマイリー
世界で一番偉い人形に与えられる名誉あるバッジ。名前の通りスマイリーフェイスのような顔をしている。

## ステージ
ステージはシーンと呼ばれていて、合計30ステージで
ステージ1・7・隠しステージが1個
ステージ2・9が3個
ステージ3・4・5・6が4個
ステージ8が5個と、変わった構成となっている。
シーン1
いきなりロボットからの逃走が始まる。
最奥地にはボス、マルヤマとの最初の対決が待っている。
シーン2
街が舞台のステージ。
上に登っていくレースや、最初のボーナスステージがあるシーン。
ボスはバウンティ・バウンティ。

## 移植版
| No. | タイトル                                                                    | 発売日                                           | 対応機種                                           | 開発元     | 発売元       | メディア | 型式                                                                              | 備考                                                                        | Ref.        |
| --- | --------------------------------------------------------------------------- | ------------------------------------------------ | -------------------------------------------------- | ---------- | ------------ | --- | --------------------------------------------------------------------------------- | --------------------------------------------------------------------------- | ----------- |
| 1   | Dynamite Headdy                                                             | 1995年                                           | セガ・マスターシステム                             | 港技研     | Tectoy       | 4メガビットロムカセット | -                                                                                 |                                                                             |             |
| 2   | セガエイジス2500シリーズ Vol.25 ガンスターヒーローズ 〜トレジャーボックス〜 | 2006年2月23日                                    | PlayStation 2                                      | M2         | セガ         | CD-ROM | SLPM-62712                                                                        | メガドライブ版、ゲームギア版、マスターシステム版の移植。                    | [ 4 ]       |
| 3   | ダイナマイトヘッディー                                                      | 2007年7月24日 2007年7月30日 2007年8月3日         | Wii                                                | トレジャー | セガ         | ダウンロード （バーチャルコンソール）                                                                                      | MBGJ MBGE MBGP                                                                    | 日本では2019年1月31日に配信・発売を終了                                     | [ 5 ]       |
| 4   | Dynamite Headdy                                                             | INT 2012年5月2日                                 | Windows                                            | トレジャー | セガ         | ダウンロード （Steam） | -                                                                                 |                                                                             |             |
| 5   | セガエイジス2500シリーズ Vol.25 ガンスターヒーローズ 〜トレジャーボックス〜 | 2012年9月19日                                    | PlayStation 3                                      | M2         | セガ         | ダウンロード （PS2アーカイブス）                                                                                           | NPJD-00012                                                                        | メガドライブ版、ゲームギア版、マスターシステム版の移植。                    | [ 6 ]       |
| 6   | Dynamite Headdy                                                             | INT 2018年4月18日                                | iPhone、iPad （iOS）                               | トレジャー | セガ         | ダウンロード | -                                                                                 | メガドライブ版の移植 2023年9月26日配信・販売終了                            |             |
| 7   | Dynamite Headdy                                                             | INT 2018年5月8日                                 | Android                                            | トレジャー | セガ         | ダウンロード | -                                                                                 | メガドライブ版の移植 2023年9月26日配信・販売終了                            |             |
| 8   | Sega Genesis Classics                                                       | 2018年5月29日 Switch 2018年12月7日 2018年12月6日 | Linux macOS PlayStation 4 Xbox One Nintendo Switch | d3t セガ   | セガ         | ダウンロード （Steam、PlayStation Store、 Microsoft Store、 ニンテンドーeショップ） BD-ROM Nintendo Switch専用ゲームカード | PS4： CUSA-10828 CUSA-09771 XBO： INL-SE10663080 Switch： HAC-P-AQGKB HAC-P-AQGKA | メガドライブ版の移植。                                                      |             |
| 9   | ダイナマイトヘッディー Dynamite Headdy                                      | 2019年9月19日 2019年10月4日 2019年9月19日        | メガドライブ ミニ                                  | M2         | セガゲームス | プリインストール | - HAA-2520 - MK-16000                                                             | メガドライブ版の移植。 本体にあらかじめ収録されている42タイトルの中の一つ。 |             |
| 10  | セガ メガドライブ for Nintendo Switch Online                                | 2021年12月17日                                   | Nintendo Switch                                    | 任天堂 M2  | 任天堂       | ダウンロード | -                                                                                 | メガドライブ版の移植。                                                      | [ 7 ] [ 8 ] |

Wii版
2007年7月24日より2019年1月31日まで、バーチャルコンソール（VC）にて配信・販売されていた。現在はWii版VC自体がサービスを終了しているが、それまでに購入しユーザーが何らかの記録媒体にローカルデータを保有していれば当面はプレイ可能。
PlayStation 2版
『SEGA AGES 2500 シリーズ Vol.25 ガンスターヒーローズ 〜トレジャーボックス〜』に『ガンスターヒーローズ』（1993年）、『エイリアンソルジャー』（1995年）と共に収録。2012年9月19日よりPlayStation 2アーカイブスにて配信開始。

## スタッフ
メガドライブ版
- プロデューサー：KAFUICHI（木村幸一）
- リード・プログラマー：前川正人
- プログラマー：ふじたけいじ、SRK（臥竜）、YAIMAN（八井田満）
- アシスタント・プログラマー：石田和彦
- キャラクター・デザイナー：木村幸一、荻野誠
- 背景デザイナー：木村幸一、進藤要
- ゲスト・デザイナー：TENKABITO
- サウンド・プロデューサー：NAZO2SUZUKI（鈴木勝彦）
- 効果音：村田智
- 音楽：鈴木勝彦、YASUKO、KOUJI（山田耕治）、AKI（畑亜貴）、NON（半沢紀雄）
- パブリック・リレーションズ：HIROYUKI、TAKE
- ディレクター：麻生宏
- スペシャル・サンクス：PP、ETSUKO

ゲームギア版
- プロデューサー：HOKO CHAN（鋒山元茂）
- ディレクター：GARRY
- 企画：OOP MASH
- プログラマー：うにやましんじ、こはるびのどか、岩永研一
- デザイナー：QUEST KUBO、OOP MASH、EI EI O、BON
- サウンド：松平あこ
- スペシャル・サンクス：OGATA、ENDO、ほしのゆめこ、AKEMI CHAN（まつもとあけみ）
- 監修：トレジャー

## 評価
メガドライブ版
ゲーム誌『ファミコン通信』の「クロスレビュー」では、7・7・7・7の合計28点（満40点）、『メガドライブFAN』の読者投票による「ゲーム通信簿」での評価は以下の通り24.4点（満30点）となっている。
| 項目 | キャラクタ | 音楽 | お買得度 | 操作性 | 熱中度 | オリジナリティ | 総合 |
| 得点 | 4.5        | 4.0  | 4.1      | 4.0    | 3.9    | 4.0            | 24.4 |
ゲーム本『メガドライブ大全』（2004年、太田出版）では、人形劇仕立てのステージ構成や宿敵「マルヤマ」のキャラクター性、巨大なキャラクターや多関節の動きなどに関して「トレジャーらしさ全開」と指摘、一部のボス戦の難易度が高すぎる事を指摘したが「真のエンディングは泣ける」と肯定的に評価した。
ゲームギア版
ゲーム誌『ファミコン通信』の「クロスレビュー」では、7・5・6・5の合計23点（満40点）となっている